# Collège des ingénieurs
Das Collège des ingénieurs (CDI) ist eine private Institution für postgraduierte Managementausbildung ausschließlich für Absolventen der Ingenieur- und Naturwissenschaften (alle MINT-Fächer). Das CDI wurde 1986 in Frankreich in Kooperation mit internationalen Unternehmen gegründet.
Die Absolventen, die am CDI aufgenommen werden, kommen von renommierten Universitäten aus Europa und Amerika und haben ihr Studium mit überdurchschnittlichen Leistungen abgeschlossen. Sie erhalten am CDI eine Managementausbildung (MBA-Abschluss) und bearbeiten ein Projekt in einem Unternehmen. Das Programm des CDI wird von europäischen Unternehmen finanziert und ist für die Teilnehmer gebührenfrei.
Das Collège des ingénieurs hat Niederlassungen in Paris, München und Turin.